# Demas Bluff
Das Demas Bluff ist ein Felsenkliff im westantarktischen Marie-Byrd-Land. Es ragt 3 km westlich des Mount Richardson auf der Südseite der Fosdick Mountains in den Ford Ranges auf.
Teilnehmer der United States Antarctic Service Expedition (1939–1941) kartierten das Kliff. Namensgeber ist der US-amerikanische Mediziner Charles J. Demas, der bei der Bereitstellung medizinischer Ausrüstung für diese Forschungsreise und zuvor für die zweite Antarktisexpedition (1933–1935) des US-amerikanischen Polarforscher Richard Evelyn Byrd behilflich war.